# Hermann Vallentin

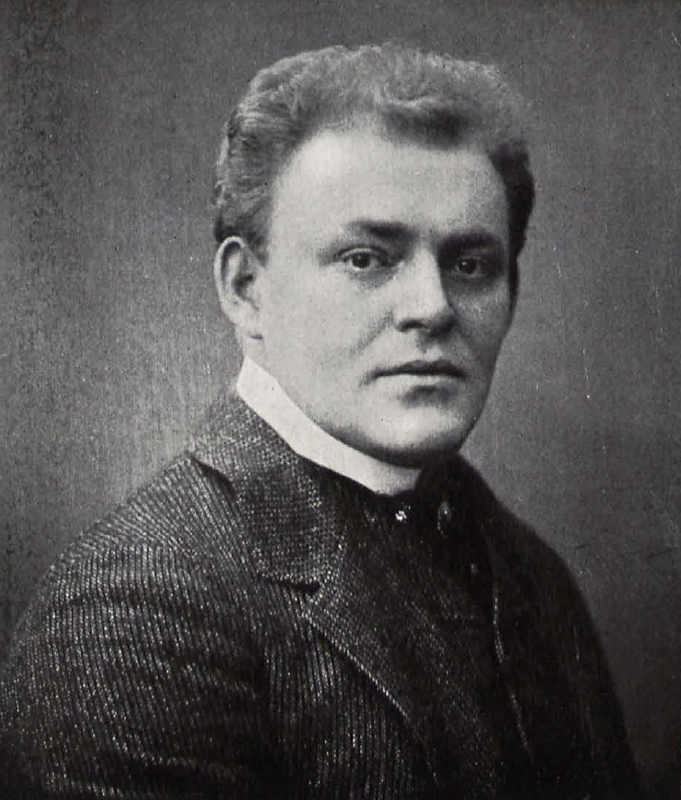
Hermann Vallentin, 1906

Hermann Vallentin (* 24. Mai 1872 in Berlin; † 18. September 1945 in Tel Aviv) war ein deutscher Schauspieler und Sänger.

## Leben
Der Sohn des Holzhändlers und Fabrikbesitzers Felix Vallentin war der Bruder der Schauspielerin Rosa Valetti. Nach Schauspielausbildung am Königlichen Schauspielhaus in Berlin bei Max Grube und Hans Oberländer erhielt er in der Spielzeit 1895/96 ein erstes Engagement am Zentraltheater Berlin. Es folgten in den nächsten Jahren Auftritte an verschiedenen Berliner Bühnen.
Ab 1914 war Vallentin auch ein vielbeschäftigter Filmschauspieler. Er verkörperte meist Familienväter, Patriarchen und Direktoren, aber auch kleinkarierte Spießbürger. In der Filmversion Der Hauptmann von Köpenick von 1931 spielte er den Uniformschneider Adolph Wormser.
Die Machtübernahme der Nationalsozialisten beendete jäh seine Filmkarriere. 1933 emigrierte der als Jude geltende Vallentin in die Tschechoslowakei, wo er an deutschen Bühnen in Aussig und Prag auftrat. 1938 ging er in die Schweiz und wirkte am Stadttheater Basel und am Schauspielhaus Zürich. 1939 wanderte er nach Palästina aus. Da er des Hebräischen nicht mächtig war, musste er die Schauspielerei ganz einstellen. Er hielt Vorträge, Dichterlesungen und war zeitweilig Sprecher deutschsprachiger Nachrichten im Palestine Broadcasting Service (P.B.S.).

## Filmografie (Auswahl)
- 1914: Das ganze Deutschland soll es sein!
- 1915: Der Tunnel
- 1915: Der geheimnisvolle Wanderer
- 1915: So rächt sich die Sonne
- 1916: Peter Lump
- 1916: Das lebende Rätsel
- 1916: Börse und Adel
- 1917: Das Geschöpf
- 1917: John Riew
- 1918: Am Scheidewege
- 1918: Am anderen Ufer
- 1918: Fesseln
- 1918: …um eine Stunde Glück
- 1918: Wogen des Schicksals
- 1919: Sklaven der Seelen
- 1920: Weltbrand
- 1920: Judith Trachtenberg
- 1920: Der Mord ohne Täter
- 1920: Das Haupt des Juarez
- 1920: Das Skelett des Herrn Markutius
- 1920: Der Richter von Zalamea
- 1921: Schloß Vogelöd
- 1921: Die Ratten
- 1921: Nachtbesuch in der Northernbank
- 1921: Die schwarze Pantherin
- 1922: Marie Antoinette
- 1922: Hanneles Himmelfahrt
- 1922: Die fünf Frankfurter
- 1923: Schlagende Wetter
- 1923: Friedrich Schiller
- 1923: Die Madonna am Portal
- 1923: Graf Cohn
- 1923: Tragödie der Liebe
- 1923: Das alte Gesetz
- 1923: Wilhelm Tell
- 1923: Buddenbrooks
- 1923: Die Liebe einer Königin
- 1924: Die Finanzen des Großherzogs
- 1924: Königsliebchen
- 1924: Der letzte Mann
- 1924: Das Haus am Meer
- 1925: Im Namen des Kaisers
- 1925: Der Herr Generaldirektor
- 1925: Die Gesunkenen
- 1926: Die drei Kuckucksuhren
- 1926: Die Wiskottens
- 1926: Madame wünscht keine Kinder
- 1926: Der Sohn der Hagar
- 1927: Luther – Ein Film der deutschen Reformation
- 1927: Das Erwachen des Weibes
- 1927: Die drei Niemandskinder
- 1927: Ramper, der Tiermensch
- 1927: Das gefährliche Alter
- 1928: Die letzte Galavorstellung des Zirkus Wolfsohn
- 1928: Ledige Mütter
- 1928: Die Sache mit Schorrsiegel
- 1928: Lotte
- 1929: Asphalt
- 1929: Frau im Mond
- 1929: Die seltsame Vergangenheit der Thea Carter
- 1929: Atlantik
- 1930: Cyankali
- 1930: Zwei Welten
- 1930: Er oder ich
- 1930: Schneider Wibbel
- 1930: Lohnbuchhalter Kremke
- 1931: Der Hauptmann von Köpenick
- 1931: Meine Frau, die Hochstaplerin
- 1932: Stürme der Leidenschaft
- 1932: Das erste Recht des Kindes
- 1933: Sprung in den Abgrund

## Diskografie
- im Duett mit Pepi Ludl: Die Mädis vom Chantant / Jaj Mamám (aus Die Csárdásfürstin; Schellack-10″; Deutsche Grammophon)[1][2]